# 金曜日のどっち!?
『金曜日のどっち!?』（きんようびのどっち）は、テレビ朝日で2019年4月6日（4月5日深夜）から毎週土曜0:50 - 1:20（金曜深夜、JST）に放送されたバラエティ番組である。2018年4月7日（4月6日深夜）から2019年3月30日（3月29日深夜）に放送されていた『東京らふストーリー』（とうきょうらふストーリー）についても記述する。

## 概要
本番組は、映画やIT、キャバクラなどの様々な業界の人物に取材し、「業界ならではのあるある」などの業界で起きたドラマのような面白い話や人物をコントで再現して紹介するといった内容である。2018年3月まで20年間されていた『『ぷっ』すま』の後番組として放送された。
2019年9月21日を以て放送終了。新井恵理那は引き続き、後番組の『爆笑問題のシンパイ賞!!』に出演する。

## 出演者

### MC
- フットボールアワー（岩尾望・後藤輝基）
- 山崎弘也（アンタッチャブル）
- 新井恵理那

## ネット局と放送時間
| 放送対象地域 | 放送局         | 系列           | 放送曜日・放送時間           | 放送開始日     | 備考       |
| ------------ | -------------- | -------------- | ---------------------------- | -------------- | ---------- |
| 関東広域圏   | テレビ朝日     | テレビ朝日系列 | 土曜 0:50 - 1:20（金曜深夜） | 2018年4月7日   | 制作局     |
| 岩手県       | 岩手朝日テレビ | テレビ朝日系列 | 土曜 0:50 - 1:20（金曜深夜） | 2018年4月7日   | 同時ネット |
| 福島県       | 福島放送       | テレビ朝日系列 | 土曜 0:50 - 1:20（金曜深夜） | 2018年4月7日   | 同時ネット |
| 大分県       | 大分朝日放送   | テレビ朝日系列 | 土曜 0:50 - 1:20（金曜深夜） | 2018年4月7日   | 同時ネット |
| 山口県       | 山口朝日放送   | テレビ朝日系列 | 水曜 0:50 - 1:20（火曜深夜） | 2018年4月18日  | 遅れネット |
| 宮城県       | 東日本放送     | テレビ朝日系列 | 金曜 0:56 - 1:26（木曜深夜） | 2018年4月27日  | 遅れネット |
| 青森県       | 青森朝日放送   | テレビ朝日系列 | 水曜 0:45 - 1:15（火曜深夜） | 2018年5月2日   | 遅れネット |
| 福岡県       | 九州朝日放送   | テレビ朝日系列 | 水曜 1:50 - 2:20（火曜深夜） | 2018年5月2日   | 遅れネット |
| 長野県       | 長野朝日放送   | テレビ朝日系列 | 日曜 2:05 - 2:35（土曜深夜） | 2018年5月13日  | 遅れネット |
| 石川県       | 北陸朝日放送   | テレビ朝日系列 | 日曜 1:35 - 2:05（土曜深夜） | 2018年9月30日  | 遅れネット |
| 近畿広域圏   | 朝日放送テレビ | テレビ朝日系列 | 日曜 1:40 - 2:20（土曜深夜） | 2018年10月28日 | 遅れネット |

## スタッフ
- ナレーション：鈴木省吾
- 構成：高須光聖、中野俊成、大平将貴、三浦智信、横張晋司、板倉輝
- TM：高田格
- TD：高橋広
- CAM：石井豪（以前はTD兼務）、星和宏
- VE：喜多浩介、伊藤洋人、三好由莉子
- MIX：猪俣晃、加藤翠
- VTR：松村綾香、小川博、駒井譲、柳澤満
- 照明：五十嵐久夫
- 美術：山下高広
- デザイン：佐藤朝美
- 美術進行：吉村純子、野口香織
- 大道具：下地良介
- 電飾：仁平光一
- メイク：川口カツラ店
- 美術協力：tv asahi CREATE
- 編集：市川敏之
- MA：伊藤剛
- 音響効果：高島慎太郎
- TK：中里優子
- 協力：東京オフラインセンター
- タイトルCG：森三平
- 制作協力：吉本興業
- 編成：吉冨大輔、小古山拓矢
- 宣伝：西田紗希
- FD：岩本浩一
- デスク：蛯名葉乙（らふ時代は制作スタッフ）
- 制作スタッフ：中武美希(緒)、廣瀬優紀、吉本拓未、寒川裕介（廣瀬以降→どっち!?から）向後直樹
- アシスタントプロデューサー：逆井かおり、古屋樹（古屋→どっち!?から）
- ディレクター：萬俊之、伊藤敦基、大久保夏織、藤森達也、中村裕紀
- チーフディレクター：上山健太郎
- プロデューサー：鈴木忠親、諸原繁（諸原→以前はアシスタントプロデューサー）、田井中皓介、中野光春
- ゼネラルプロデューサー：友寄隆英
- 制作著作：テレビ朝日

### 過去のスタッフ
- 美術：小山晃弘
- デザイン：濱野恭平
- CG：uniT
- 編成：篠宮康希
- 宣伝：高橋夏子
- ディレクター：高橋雅博、上田一登